# Prijevoj Sella
Prijevoj Sella (njem. Sellajoch; Ladino: Jëuf de Sela ili Jouf de Sela; tal. Passo Sella) (2218 m) je visoki planinski prijevoj između pokrajina Trident i Bocen u Italiji.
Povezuje Val Gardenu u Južnom Tirolu i Canazei u dolini Fassa u Trentinu.
S prijevojima Pordoi, Gardena i Campolongo, ovaj prijevoj čini četverokut oko grupe Sella. Zimi su uređene skijaške staze koje čine cijeli krug u oba smjera, poznate kao Sellaronda.

## Maratona dles Dolomites
Prijevoj Sella treći je od sedam dolomitskih planinskih prijevoja koje vozači prelaze u godišnjoj jednodnevnoj biciklističkoj utrci Maratona dles Dolomites. Također je na trasi utrke Zlatni kup Dolomita (tal. Coppa d'Oro delle Dolomiti) .

## Vanjske poveznice
- Passo Sella od križanja Passo Pordoi
- Passo Sella od raskrižja Gardena